# Romano Guardini
Romano Guardini (Verona, 17 de fevereiro de 1885 – Munique, 1 de outubro de 1968) foi um teólogo e filósofo da religião alemão, reconhecido como uma figura de grande influência entre os pensadores cristãos do século XX.
Presbítero católico-romano da Diocese de Mainz, lecionou na Universidade de Berlim entre 1923 e 1939 (quando teve seu curso suprimido pelas autoridades nazistas). Foi professor, depois da Segunda Guerra Mundial, na Universidade de Tübingen (1945-1948) e na Universidade de Munique (1948-1962).
Sua obra abarcou muitos campos: sua influência é reconhecida nas transformações pelas quais passou a espiritualidade cristã no início do século XX, no diálogo entre teologia e literatura (como seus estudos sobre Dostoiévski, Rilke, Dante e outros autores) e na liturgia, sendo considerado um dos maiores nomes do movimento litúrgico.

## Honrarias
- - Cavaleiro pour le Mérite — 1958

- Cavaleiro da Ordem ao mérito da Bavária - 1958

- Grã Cruz da Ordem do Mérito da República Federal da Alemanha — 1959

- Grã Cruz com placa da Ordem do Mérito da República Federal da Alemanha — 1965